# Невская куртина Петропавловской крепости
Невская куртина — памятник архитектуры. Расположен в Петропавловской крепости, соединяет Государев и Нарышкин бастионы. Название получила в честь Невы, в которой обращена.
Изначально все куртины крепости были земляными, в кирпиче их стали перестраивать с 1706 года, перестройка Невской куртины шла в 1727—1731 годах.
В 1779—1786 году эскарповые стены куртин, выходящих на юг, облицевали гранитом.
В куртине были устроены казематы (изначально — 22), использовавшиеся в разное время как солдатские казармы, склады и темницы. Куртину прорезают Невские ворота, справа от них была расположена кордегардия. В 1889—1890 годах казематы были по проекту А. А. Архангельского перестроены из двухъярусных в одноярусные, были изменены оконные проёмы. На 2025 год двухъярусные казематы восстановлены и музеефицированы.